# Dans les yeux de Tammy Faye
Pour plus de détails, voir Fiche technique et Distribution.
Dans les yeux de Tammy Faye ou L'Incroyable Histoire de Miss Tammy Faye au Québec (The Eyes of Tammy Faye) est un drame biographique américain réalisé par Michael Showalter sorti en 2021.
Il s'agit d'un film biographique sur la télé-évangéliste et chanteuse américaine Tammy Faye Messner, adapté du documentaire The Eyes of Tammy Faye (en) sorti en 2000 par Fenton Bailey et Randy Barbato.

## Synopsis
Dans les années 1970, la télévangéliste Tammy Faye et son mari Jim Bakker, ministres des Assemblées de Dieu, connaissent un succès avec leur programme télévisé The PTL Club lancé en 1974. Puis en 1987, les difficultés arrivent lorsque son mari est accusé de fraudes financières. Faye choisira toutefois de ne pas se laisser abattre et continuera son ministère.

## Fiche technique
Sauf indication contraire, les informations mentionnées dans cette section peuvent être confirmées par la base de données cinématographiques IMDb,  présente dans la section « Liens externes ».
- Titre original : The Eyes of Tammy Faye
- Titre français : Dans les yeux de Tammy Faye
- Réalisation : Michael Showalter
- Scénario : Abe Sylvie, d'après le film documentaire The Eyes of Tammy Faye de Fenton Bailey et Randi Barbato
- Musique : Theodore Shapiro
- Photographie : Mike Gioulakis
- Costumes : Mitchell Travers
- Montage : Mary Jo Markey et Andrew Weisblum
- Production : Kelly Carmichael, Jessica Chastain, Gigi Pritzker, Rachel Shane
- Sociétés de production : Freckle Films, MWM Studios et Semi-Formal Productions
- Distribution : Walt Disney Studios Motion Pictures (France), Searchlight Pictures (États-Unis)
- Langue originale : anglais
- Format : couleur
- Genre : drame biographique
- Durée : 126 minutes
- Dates de sortie :
  - États-Unis : 17 septembre 2021
  - France : 23 mars 2022 (en VàD)

## Distribution
- Jessica Chastain (VF : Rafaèle Moutier) : Tammy Faye Bakker
  - Chandler Head (VF : Prune Bozo) : Tammy Faye, enfant
- Andrew Garfield (VF : Donald Reignoux) : Jim Bakker (en)
- Cherry Jones (VF : Annie Le Youdec) : Rachel LaValley
- Vincent D'Onofrio (VF : Gilles Morvan) : Jerry Falwell
- Fredric Lehne (VF : Hervé Bellon) : Fred Grover
- Louis Cancelmi (en) (VF : Jérémy Prévost) : Richard Fletcher
- Mark Wystrach (en) (VF : Valentin Merlet) : Gary Paxton (en)
- Sam Jaeger (VF : Alexis Victor) : Roe Messner (en)
- Gabriel Olds (en) (VF : Benoît Du Pac) : Pat Robertson
- Jay Huguley (en) (VF : Jérémy Bardeau) : Jimmy Swaggart
- Coley Campany (VF : Géraldine Kannamma) : DeDe Robertson
Version française
  - Studio de doublage : Dubbing Brothers
  - Direction artistique : Jean-Philippe Puymartin
  - Adaptation : Bruno Chevillard

 Source et légende : version française (VF) sur RS Doublage

## Production

### Genèse et développement

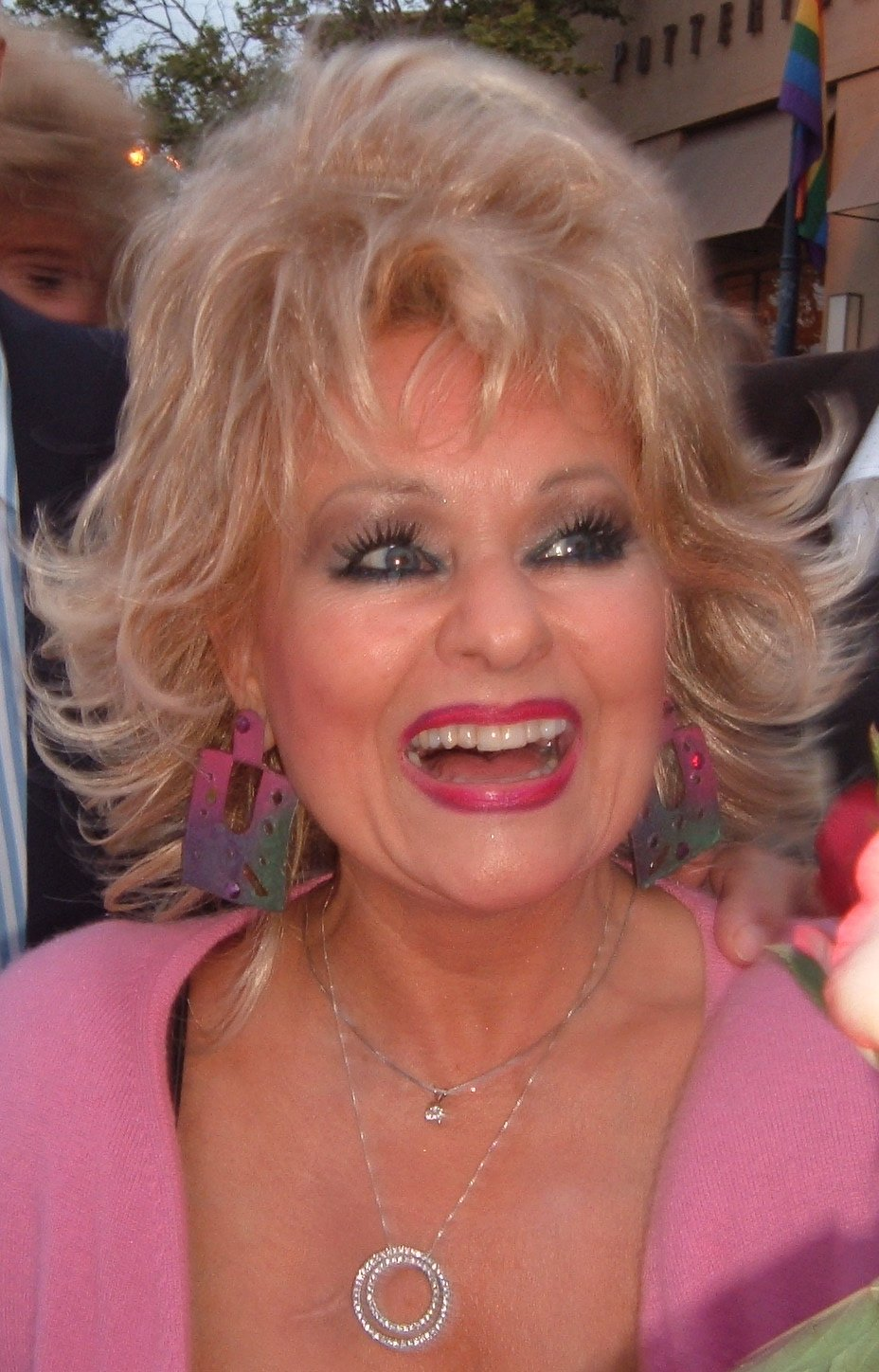
Tammy Faye Messner en 2004.

En 2000 sort le documentaire The Eyes of Tammy Faye, réalisé par Fenton Bailey et Randy Barbato, qui retrace l'histoire de la chanteuse et télé-évangéliste Tammy Faye. Méconnue en France mais très célèbre aux États-Unis, elle est l'une des premières grandes figures à avoir pris la défense des LGBT, à la fin des années 1970. Le documentaire est narré par la drag-queen RuPaul et connaît un immense succès[réf. nécessaire]. En 2012, l'actrice Jessica Chastain acquiert les droits du documentaire pour en faire une adaptation cinématographique et annonce qu'elle tiendra le rôle principal, en plus de chanter certaines chansons tirées du répertoire de la chanteuse.
En 2019, alors que la production de The 355 est reportée d'un an, faute de financement et du retrait de Marion Cotillard Jessica Chastain relance ce projet avec Michael Showalter à la réalisation. L'acteur Andrew Garfield est quelque temps après officialisé dans le rôle de Jimmy Bakker, l'époux de Tammy. Cherry Jones, qui sort du tournage d'Un jour de pluie à New York, est elle aussi confirmée peu après. Le reste de la distribution est finalisé en novembre de la même année,,.

### Tournage
Le tournage a débuté en octobre 2019 à Charlotte,,, et s'est terminé mi-décembre 2019. Il se déroule également à Concord et Mount Pleasant.

## Sortie et accueil

### Promotion et sortie
Les premières photos sont dévoilées le 3 juin 2021 et la bande-annonce une semaine plus tard.

## Distinctions

### Récompenses
- Festival international du film de Saint-Sébastien 2021 : Coquille d'argent du meilleur premier rôle pour Jessica Chastain
- Festival international du film de Palm Springs 2022 : Prix d'excellence de la meilleure actrice pour Jessica Chastain
- SAG Awards 2022 : Meilleure actrice pour Jessica Chastain
- BAFTA 2022 : Meilleurs maquillages et coiffures pour Linda Dowds, Stephanie Ingram et Justin Raleigh
- Critics' Choice Awards 2022 : 
  - Meilleure actrice pour Jessica Chastain
  - Meilleurs maquillages et coiffures pour Linda Dowds, Stephanie Ingram et Justin Raleigh
- Detroit Film Critics Society 2022 : Meilleure actrice pour Jessica Chastain
- Houston Film Critics Society 2022 : Meilleure actrice pour Jessica Chastain
- Las Vegas Film Critics Society 2022 : Meilleure actrice pour Jessica Chastain
- Gold Derby Awards 2022 : Meilleurs maquillages et coiffures pour Linda Dowds, Stephanie Ingram et Justin Raleigh
- Oscars 2022 : 
  - Meilleure actrice pour Jessica Chastain
  - Meilleurs maquillages et coiffures pour Linda Dowds, Stephanie Ingram et Justin Raleigh

### Nominations
- Golden Globes 2022 : Meilleure actrice dans un film dramatique pour Jessica Chastain
- Disney+ Awards 2022 : Meilleur film original